# 全日本プロ選手権自転車競技大会
全日本プロ選手権自転車競技大会（ぜんにっぽんプロせんしゅけんじてんしゃきょうぎたいかい）は、トラックレースが毎年5月に開かれ、BMXが毎年11月に開かれる自転車レースの競技大会である。通称全プロとも言われる。主催は日本自転車競技連盟（JCF）と日本プロフェッショナルサイクリスト協会（JPCA）。

## 概要
2023年時点で70回の開催を誇る伝統ある大会。
全国8地区それぞれで開催される地区プロ選手権において上位の成績を収めた選手が参加して行なわれる。
当初は世界選手権自転車競技大会のプロフェッショナル部門選考大会という位置づけがなされたため、当大会で好成績を収めないと、同大会へ出場できなかった。加えて1982年より開始された国際競輪に参加中の外国人選手が一同に集結してオープン参加するなど、純粋に競輪選手による「自転車競技大会」という色合いが濃い大会であった。また、1964年まで行なわれていた（昭和期）女子競輪が存在していた時代には、女子の部も行なわれていた。
しかし1993年より、まずはトラックレースにおいて、長年来踏襲されてきたプロとアマの垣根がなくなった（オープン化）ことから、当大会で好成績を収めても、即座に世界選手権の代表選手になれるとは限らず、全日本アマチュア自転車競技選手権大会で好成績を収めた選手を交えて代表選手の座を争う大会（全日本自転車競技選手権大会）を行なわねばならなくなったことで、当大会の存在意義が問われることになった。
この事態を打開するべく、寬仁親王牌・世界選手権記念トーナメントにその名を頂く寬仁親王の意向により、当大会において好成績を収めた選手に優先的に寛仁親王牌への出場権を付与されることになったことで存在意義を取り戻した。
当大会で好成績を収めた選手には、全日本自転車競技選手権大会への出場権が与えられることになっている。
なお、第67回大会（2020年）は豊橋競輪場で、第68回大会（2021年）は広島競輪場で、第69回大会（2022年）は佐世保競輪場で、それぞれ開催される予定であったが、いずれも新型コロナウイルス感染症の影響で中止となった。
第70回大会（2023年）は富山競輪場にて4年ぶりに開催された。

## トラックレース
当大会のトラック・レースは、かつては毎年開かれる世界選手権自転車競技大会のトラック競技部門や、4年に1回は夏季オリンピックの日本代表選考会を兼ねていた。現在はナショナルチームが結成されているためそのような競技大会の選考という要素はなくなったが、日本を代表する競輪のトップ選手が一堂に会するこの大会での成績上位者は、10月に開催されるGI・寬仁親王牌・世界選手権記念トーナメントの出場権・さらにその初日のシードレースである日本競輪選手会理事長杯または特別選抜予選への出走権が付与される。
また、会場は毎年各地の競輪場を巡回して行っており、1995年からは全プロ大会の開催2日前と前日に同じ会場で「全日本プロ選手権自転車競技大会記念競輪」（格付けはFII）が開かれている。
本大会でのケイリン種目は、500mバンクでは3周回、400mバンクでは4周回、333mバンクでは5周回で実施され、UCIルールに基づきペーサーの退避位置は競走距離の半分である500mバンクでは残り1.5周回、400mバンクでは残り2周回、333mバンクでは残り2.5周回の地点となる（KEIRIN ADVANCEの誘導員退避位置より、それぞれ半周手前）。出走選手は大会全体のゼッケンとは別に車番が振られ、その車番に基づいた競輪用の枠色ヘルメットカバーを着用するが、出走コースは車番と関係ない抽選で決められる。

### 1kmタイムトライアル
| 回 | 年度 | 開催地             | 優勝（タイム）                     | 2位（タイム）                      | 3位（タイム）            |
| 1  | 1952 | 後楽園競輪場       | 高倉登（1分17秒6）                 |                                    |                          |
| 2  | 1954 | 宮城自転車競技場   | 松村憲（1分16秒4）                 |                                    |                          |
| 3  | 1956 | 静岡競輪場         | 竹野暢勇（1分12秒2）               |                                    |                          |
| 4  | 1957 | 岸和田競輪場       | 小嶺洋一（1分15秒1）               |                                    |                          |
| 5  | 1958 | 小倉競輪場         | 小嶺洋一（1分15秒8）               |                                    |                          |
| 6  | 1959 | 名古屋競輪場       | 竹野暢勇（1分12秒8）               |                                    |                          |
| 7  | 1960 | 広島競輪場         | 中野泰満（1分14秒0）               |                                    |                          |
| 8  | 1961 | 後楽園競輪場       | 北村健（1分12秒3）                 |                                    |                          |
| 9  | 1962 | 後楽園競輪場       | 高原永伍（1分12秒6）               |                                    |                          |
| 10 | 1963 | 名古屋競輪場       | 松川周次郎（1分12秒4）             |                                    |                          |
| 11 | 1964 | 大津びわこ競輪場   | 松川周次郎（1分11秒82）            |                                    |                          |
| 12 | 1965 | 一宮競輪場         | 斎藤勝也（1分11秒22）              |                                    |                          |
| 13 | 1966 | 向日町競輪場       | 中島武司（1分14秒03）              |                                    |                          |
| 14 | 1967 | 静岡競輪場         | 高原永伍（1分11秒51）              |                                    |                          |
| 15 | 1968 | 宮城自転車競技場   | 班目秀雄（1分12秒26）              |                                    |                          |
| 16 | 1969 | 日本CSC            | 班目秀雄（1分09秒35）              |                                    |                          |
| 17 | 1970 | 函館競輪場         | 班目秀雄（1分12秒21） 【3連覇】    |                                    |                          |
| 18 | 1971 | 高松競輪場         | 清水浩（1分12秒05）                |                                    |                          |
| 19 | 1972 | 玉野競輪場         | 班目秀雄（1分11秒50）              |                                    |                          |
| 20 | 1973 | 佐世保競輪場       | 阿部良二（1分10秒57）              |                                    |                          |
| 21 | 1974 | 取手競輪場         | 阿部良二（1分12秒81）              |                                    |                          |
| 22 | 1975 | 福井競輪場         | 高橋健二（1分10秒80）              |                                    |                          |
| 23 | 1976 | 熊本競輪場         | 菅田順和（1分10秒75）              |                                    |                          |
| 24 | 1977 | 高知競輪場         | 菅田順和（1分10秒59）              |                                    |                          |
| 25 | 1978 | 前橋競輪場         | 高橋健二（1分08秒34）              |                                    |                          |
| 26 | 1979 | 西宮競輪場         | 高橋健二（1分10秒78）              |                                    |                          |
| 27 | 1980 | 宇都宮競輪場       | 村岡和久（1分07秒97）              |                                    |                          |
| 28 | 1981 | 岸和田競輪場       | 高橋健二（1分07秒92）              |                                    |                          |
| 29 | 1982 | いわき平競輪場     | 野田正（1分08秒48）                |                                    |                          |
| 30 | 1983 | 函館競輪場         | 金田隆博（1分08秒44）              |                                    |                          |
| 31 | 1984 | 向日町競輪場       | 本田晴美（1分07秒69）              |                                    |                          |
| 32 | 1985 | 松山競輪場         | 滝沢正光（1分06秒48）              |                                    |                          |
| 33 | 1986 | 富山競輪場         | 本田晴美（1分05秒72）              |                                    |                          |
| 34 | 1987 | 熊本競輪場         | 白石護（1分07秒89）                |                                    |                          |
| 35 | 1988 | 弥彦競輪場         | 和田誠吾（1分07秒05）              |                                    |                          |
| 36 | 1989 | 東京ドーム         | 内林久徳（1分07秒89）              |                                    |                          |
| 37 | 1990 | 前橋競輪場         | 三宅伸（1分06秒08）                |                                    |                          |
| 38 | 1991 | グリーンドーム前橋 | 吉岡稔真（1分05秒44）              |                                    |                          |
| 39 | 1992 | グリーンドーム前橋 | 清水敏一（1分05秒53）              |                                    |                          |
| 40 | 1993 | グリーンドーム前橋 | 稲村成浩（1分04秒568）             |                                    |                          |
| 41 | 1994 | 熊本競輪場         | 稲村成浩（1分05秒23）              |                                    |                          |
| 42 | 1995 | 名古屋競輪場       | 神山雄一郎（1分04秒722）           | 小嶋敬二（1分05秒151）             | 稲村成浩（1分05秒247）   |
| 43 | 1996 | いわき平競輪場     | 十文字貴信（1分03秒693）           | 神山雄一郎（1分05秒029）           | 塩原正長（1分06秒176）   |
| 44 | 1997 | 弥彦競輪場         | 十文字貴信（1分04秒214）           | 小嶋敬二（1分06秒084）             | 伏見俊昭（1分06秒653）   |
| 45 | 1998 | 千葉競輪場         | 十文字貴信（1分04秒771） 【3連覇】 | 稲村成浩（1分05秒351）             | 新田康仁（1分05秒995）   |
| 46 | 1999 | 広島競輪場         | 稲村成浩（1分04秒462）             | 伏見俊昭（1分05秒205）             | 新田康仁（1分05秒411）   |
| 47 | 2000 | 弥彦競輪場         | 伏見俊昭（1分05秒235）             | 荒井崇博（1分05秒502）             | 稲村成浩（1分06秒014）   |
| 48 | 2001 | 一宮競輪場         | 伏見俊昭（1分05秒191）             | 荒井崇博（1分05秒286）             | 濱田浩司（1分05秒436）   |
| 49 | 2002 | 京王閣競輪場       | 伏見俊昭（1分04秒500） 【3連覇】   | 稲村成浩（1分05秒353）             | 村上義弘（1分05秒371）   |
| 50 | 2003 | 青森競輪場         | 荒井崇博（1分04秒541）             | 伏見俊昭（1分04秒957）             | 稲村成浩（1分05秒500）   |
| 51 | 2004 | 四日市競輪場       | 中川誠一郎（1分04秒944）           | 荒井崇博（1分05秒031）             | 神山雄一郎（1分05秒209） |
| 52 | 2005 | 松戸競輪場         | 村上博幸（1分05秒450）             | 武田豊樹（1分06秒371）             | 及川裕奨（1分06秒438）   |
| 53 | 2006 | 松山競輪場         | 矢口啓一郎（1分05秒082）           | 稲垣裕之（1分05秒389）             | 永井清史（1分05秒710）   |
| 54 | 2007 | いわき平競輪場     | 大森慶一（1分03秒156）大会新記録   | 中川誠一郎（1分03秒333）大会新記録 | 松田優一（1分03秒989）   |
| 55 | 2008 | 奈良競輪場         | 稲垣裕之（1分04秒728）             | 中川誠一郎（1分04秒882）           | 新田祐大（1分05秒052）   |
| 56 | 2009 | 花月園競輪場       | 新田祐大（1分04秒933）             | 中川誠一郎（1分05秒250）           | 松田優一（1分05秒869）   |
| 57 | 2010 | 函館競輪場         | 新田祐大（1分05秒574）             | 大森慶一（1分05秒986）             | 小川祐司（1分06秒495）   |
| 58 | 2011 | 防府競輪場         | 新田祐大（1分04秒648） 【3連覇】   | 大森慶一（1分05秒797）             | 稲毛健太（1分06秒207）   |
| 59 | 2012 | グリーンドーム前橋 | 坂本貴史（1分05秒302）             | 大森慶一（1分05秒378）             | 矢口啓一郎（1分06秒629） |
| 60 | 2013 | 岸和田競輪場       | 新田祐大（1分03秒885）             | 坂本貴史（1分04秒680）             | 稲毛健太（1分05秒359）   |
| 61 | 2014 | 取手競輪場         | 竹内雄作（1分05秒052）             | 永井清史（1分05秒311）             | 稲毛健太（1分05秒687）   |
| 62 | 2015 | 別府競輪場         | 渡邉一成（1分03秒497）             | 竹内雄作（1分05秒016）             | 早坂秀悟（1分05秒031）   |
| 63 | 2016 | 伊東温泉競輪場     | 早坂秀悟（1分04秒375）             | 渡邉一成（1分04秒528）             | 加賀山淳（1分05秒424）   |
| 64 | 2017 | 和歌山競輪場       | 早坂秀悟（1分03秒399） 【2連覇】   | 大槻寛徳（1分04秒266）             | 竹内雄作（1分04秒468）   |
| 65 | 2018 | 青森競輪場         | 南潤（1分03秒912）                 | 早坂秀悟（1分03秒955）             | 大槻寛徳（1分04秒434）   |
| 66 | 2019 | 松山競輪場         | 南潤（1分03秒380） 【2連覇】       | 渡邉一成（1分03秒679）             | 蕗澤鴻太郎（1分04秒666） |

### スプリント
31回までの呼称はスクラッチ
| 回 | 年度 | 開催地             | 優勝                 | 2位        | 3位        | 予選1位（200mタイム）             |
| 1  | 1952 | 後楽園競輪場       | 高橋文治郎           |            |            |                                   |
| 2  | 1954 | 宮城自転車競技場   | 水田佳博             |            |            |                                   |
| 3  | 1956 | 静岡競輪場         | 松本勝明             |            |            |                                   |
| 4  | 1957 | 岸和田競輪場       | 中井光雄             |            |            |                                   |
| 5  | 1958 | 小倉競輪場         | 平林己佐男           |            |            |                                   |
| 6  | 1959 | 名古屋競輪場       | 吉田実               |            |            |                                   |
| 7  | 1960 | 広島競輪場         | 吉田実               |            |            |                                   |
| 8  | 1961 | 後楽園競輪場       | 加藤昌               |            |            |                                   |
| 9  | 1962 | 後楽園競輪場       | 松本勝明             |            |            |                                   |
| 10 | 1963 | 名古屋競輪場       | 吉田実               |            |            |                                   |
| 11 | 1964 | 大津びわこ競輪場   | 中井光雄             |            |            |                                   |
| 12 | 1965 | 一宮競輪場         | 加藤昌               |            |            |                                   |
| 13 | 1966 | 京都向日町競輪場   | 平間誠記             |            |            |                                   |
| 14 | 1967 | 静岡競輪場         | 平間誠記             |            |            |                                   |
| 15 | 1968 | 宮城自転車競技場   | 伊藤繁               |            |            |                                   |
| 16 | 1969 | 日本CSC            | 工藤夕起夫           |            |            |                                   |
| 17 | 1970 | 函館競輪場         | 篠崎清               |            |            |                                   |
| 18 | 1971 | 高松競輪場         | 荒川秀之助           |            |            |                                   |
| 19 | 1972 | 玉野競輪場         | 荒川秀之助           |            |            |                                   |
| 20 | 1973 | 佐世保競輪場       | 荒川秀之助           |            |            |                                   |
| 21 | 1974 | 取手競輪場         | 荒川秀之助 【4連覇】 |            |            |                                   |
| 22 | 1975 | 福井競輪場         | 岩崎誠一             |            |            |                                   |
| 23 | 1976 | 熊本競輪場         | 阿部良二             | 福田豊     |            |                                   |
| 24 | 1977 | 高知競輪場         | 中野浩一             |            |            |                                   |
| 25 | 1978 | 前橋競輪場         | 中野浩一             |            |            |                                   |
| 26 | 1979 | 西宮競輪場         | 中野浩一             | 大久保広重 |            |                                   |
| 27 | 1980 | 宇都宮競輪場       | 中野浩一             |            |            |                                   |
| 28 | 1981 | 岸和田競輪場       | 中野浩一 【5連覇】   | 尾崎雅彦   |            |                                   |
| 29 | 1982 | いわき平競輪場     | 菅田順和             |            |            |                                   |
| 30 | 1983 | 函館競輪場         | 中野浩一             | 堂田将治   |            |                                   |
| 31 | 1984 | 京都向日町競輪場   | 中野浩一             | 坂本典男   |            |                                   |
| 32 | 1985 | 松山競輪場         | 松枝義幸             | 坂本典男   |            |                                   |
| 33 | 1986 | 富山競輪場         | 俵信之               | 松井英幸   |            |                                   |
| 34 | 1987 | 熊本競輪場         | 俵信之               | 松井英幸   |            |                                   |
| 35 | 1988 | 弥彦競輪場         | 坂本英一             | 井領祐文   |            |                                   |
| 36 | 1989 | 東京ドーム         | 俵信之               | 松井英幸   |            |                                   |
| 37 | 1990 | 前橋競輪場         | 坂本英一             | 松井英幸   |            |                                   |
| 38 | 1991 | グリーンドーム前橋 | 坂本英一             | 波潟和男   |            |                                   |
| 39 | 1992 | グリーンドーム前橋 | 松井英幸             | 海田和裕   |            |                                   |
| 40 | 1993 | グリーンドーム前橋 | 有坂直樹             | 北川智博   |            |                                   |
| 41 | 1994 | 熊本競輪場         | 海田和裕             | 古川圭     |            |                                   |
| 42 | 1995 | 名古屋競輪場       | 北川智博             | 古川圭     | 海田和裕   |                                   |
| 43 | 1996 | いわき平競輪場     | 北川智博             | 佐藤幸博   | 有坂直樹   | 山田英樹（10秒841） 1/4決勝敗退   |
| 44 | 1997 | 弥彦競輪場         | 北川智博             | 山田英樹   | 太田真一   | 北川智博（10秒661） 優勝          |
| 45 | 1998 | 千葉競輪場         | 北川智博 【4連覇】   | 山田英樹   | 渡邉晴智   | 北川智博（10秒766） 優勝          |
| 46 | 1999 | 広島競輪場         | 山田英樹             | 太田真一   | 古城英之   | 太田真一（10秒779） 2位           |
| 47 | 2000 | 弥彦競輪場         | 金子貴志             | 桜井健     | 山田英樹   | 山田英樹（10秒724） 3位           |
| 48 | 2001 | 一宮競輪場         | 金子貴志             | 渡邉晴智   | 布居寛幸   | 金子貴志（10秒578） 優勝          |
| 49 | 2002 | 京王閣競輪場       | 前反祐一郎           | 金子貴志   | 上吹越直樹 | 伊勢崎彰大（10秒550） 1/4決勝敗退 |
| 50 | 2003 | 青森競輪場         | 金子貴志             | 前反祐一郎 | 稲垣裕之   | 伊勢崎彰大（10秒769）             |
| 51 | 2004 | 四日市競輪場       | 井上昌己             | 金子貴志   | 石橋慎太郎 | 井上昌己 優勝                     |
| 52 | 2005 | 松戸競輪場         | 成田和也             | 稲垣裕之   | 金子貴志   |                                   |
| 53 | 2006 | 松山競輪場         | 金子貴志             | 渡邉一成   | 北津留翼   |                                   |
| 54 | 2007 | いわき平競輪場     | 渡邉一成             | 北津留翼   | 金子貴志   | 金子貴志（10秒442） 3位           |
| 55 | 2008 | 奈良競輪場         | 渡邉一成             | 北津留翼   | 成田和也   | 渡邉一成（10秒388） 優勝          |
| 56 | 2009 | 花月園競輪場       | 北津留翼             | 成田和也   | 金子貴志   | 渡邉一成（10秒700） 1/8決勝敗退   |
| 57 | 2010 | 函館競輪場         | 北津留翼             | 渡邉一成   | 深谷知広   | 北津留翼（10秒432） 優勝          |
| 58 | 2011 | 防府競輪場         | 北津留翼 【3連覇】   | 渡邉一成   | 金子貴志   | 北津留翼（10秒27） 優勝           |
| 59 | 2012 | グリーンドーム前橋 | 河端朋之             | 金子貴志   | 雨谷一樹   | 河端朋之（10秒147） 優勝          |
| 60 | 2013 | 岸和田競輪場       | 中川誠一郎           | 河端朋之   | 雨谷一樹   | 中川誠一郎（10秒207） 優勝        |
| 61 | 2014 | 取手競輪場         | 中川誠一郎           | 金子貴志   | 根田空史   | 河端朋之（10秒339） 1/4決勝敗退   |
| 62 | 2015 | 別府競輪場         | 中川誠一郎           | 河端朋之   | 雨谷一樹   | 河端朋之（10秒419） 2位           |
| 63 | 2016 | 伊東温泉競輪場     | 中川誠一郎 【4連覇】 | 雨谷一樹   | 鈴木謙太郎 | 雨谷一樹（10秒547） 2位           |
| 64 | 2017 | 和歌山競輪場       | 渡邉一成             | 河端朋之   | 金子貴志   | 渡邉一成（10秒388） 優勝          |
| 65 | 2018 | 青森競輪場         | 中川誠一郎           | 荒井崇博   | 根田空史   |                                   |
| 66 | 2019 | 松山競輪場         | 横山尚則             | 金子貴志   | 中川誠一郎 |                                   |

### ケイリン
| 回 | 年度 | 開催地             | 優勝               | 2位        | 3位        |
| 26 | 1979 | 西宮競輪場         | 高橋健二           |            |            |
| 27 | 1980 | 宇都宮競輪場       | 菅田順和           |            |            |
| 28 | 1981 | 岸和田競輪場       | 尾池孝介           |            |            |
| 29 | 1982 | いわき平競輪場     | 藤巻昇             |            |            |
| 30 | 1983 | 函館競輪場         | 山口健治           |            |            |
| 31 | 1984 | 向日町競輪場       | 野田正             |            |            |
| 32 | 1985 | 松山競輪場         | 井上茂徳           |            |            |
| 33 | 1986 | 富山競輪場         | 高橋健二           |            |            |
| 34 | 1987 | 熊本競輪場         | 井上茂徳           |            |            |
| 35 | 1988 | 弥彦競輪場         | 小門洋一           |            |            |
| 36 | 1989 | 東京ドーム         | 鈴木誠             |            |            |
| 37 | 1990 | 前橋競輪場         | 俵信之             |            |            |
| 38 | 1991 | グリーンドーム前橋 | 吉岡稔真           |            |            |
| 39 | 1992 | グリーンドーム前橋 | 吉岡稔真           |            |            |
| 40 | 1993 | グリーンドーム前橋 | 山田裕仁           |            |            |
| 41 | 1994 | 熊本競輪場         | 吉岡稔真           |            |            |
| 42 | 1995 | 名古屋競輪場       | 佐々木昭彦         | 山田裕仁   | 西川親幸   |
| 43 | 1996 | いわき平競輪場     | 本田博             | 加倉正義   | 平田崇昭   |
| 44 | 1997 | 弥彦競輪場         | 本田博             | 後閑信一   | 井上茂徳   |
| 45 | 1998 | 千葉競輪場         | 高木隆弘           | 小原則夫   | 吉岡稔真   |
| 46 | 1999 | 広島競輪場         | 神山雄一郎         | 後閑信一   | 小原則夫   |
| 47 | 2000 | 弥彦競輪場         | 山田裕仁           | 會田正一   | 鈴木誠     |
| 48 | 2001 | 一宮競輪場         | 内林久徳           | 市田佳寿浩 | 前田拓也   |
| 49 | 2002 | 京王閣競輪場       | 齋藤登志信         | 小橋正義   | 會田正一   |
| 50 | 2003 | 青森競輪場         | 吉岡稔真           | 山田裕仁   | 小橋正義   |
| 51 | 2004 | 四日市競輪場       | 小嶋敬二           | 松岡彰洋   | 合志正臣   |
| 52 | 2005 | 松戸競輪場         | 神山雄一郎         | 海老根恵太 | 高橋光宏   |
| 53 | 2006 | 松山競輪場         | 武田豊樹           | 海老根恵太 | 後閑信一   |
| 54 | 2007 | いわき平競輪場     | 武田豊樹           | 手島慶介   | 小嶋敬二   |
| 55 | 2008 | 奈良競輪場         | 武田豊樹           | 岡部芳幸   | 飯嶋則之   |
| 56 | 2009 | 花月園競輪場       | 武田豊樹 【4連覇】 | 平原康多   | 岡部芳幸   |
| 57 | 2010 | 函館競輪場         | 村上博幸           | 永井清史   | 武田豊樹   |
| 58 | 2011 | 防府競輪場         | 武田豊樹           | 神山雄一郎 | 永井清史   |
| 59 | 2012 | グリーンドーム前橋 | 浅井康太           | 松岡貴久   | 平原康多   |
| 60 | 2013 | 岸和田競輪場       | 園田匠             | 浅井康太   | 藤木裕     |
| 61 | 2014 | 取手競輪場         | 南修二             | 浅井康太   | 稲川翔     |
| 62 | 2015 | 別府競輪場         | 新田祐大           | 大塚健一郎 | 南修二     |
| 63 | 2016 | 伊東温泉競輪場     | 脇本雄太           | 稲垣裕之   | 武田豊樹   |
| 64 | 2017 | 和歌山競輪場       | 深谷知広           | 新田祐大   | 稲川翔     |
| 65 | 2018 | 青森競輪場         | 成田和也           | 小松崎大地 | 和田健太郎 |
| 66 | 2019 | 松山競輪場         | 山田英明           | 松谷秀幸   | 根田空史   |
| 70 | 2023 | 富山競輪場         | 山口拳矢           | 吉田拓矢   | 南修二     |

### チームスプリント （42回～）
45回まではオープン競技。48回までの呼称はオリンピックスプリント
| 回 | 年度 | 開催地             | 優勝（タイム）                                                               | 2位（タイム）                                                            | 3位（タイム）                                                                |
| 42 | 1995 | 名古屋競輪場       | 南関東地区・神奈川＆静岡チーム 細川洋 大澤嘉文 栗原勉                        | 中部地区・岐阜チーム 山口幸二 富永益生 橋本浩一                          | 北日本地区・福島チーム 大沼修 佐藤裕之 鈴木健一                              |
| 43 | 1996 | いわき平競輪場     | 関東地区・茨城＆群馬＆埼玉チーム （1分15秒977） 十文字貴信 清水敏一 太田真一 | 中国地区・岡山＆広島＆山口チーム （1分20秒041） 星島太 佐古雅俊 内村泰三 | 近畿地区・京都＆兵庫＆和歌山チーム （1分19秒140） 伊藤保文 澤田義和 賀代茂雄 |
| 44 | 1997 | 弥彦競輪場         | 関東地区・群馬チーム（1分16秒114） 清水敏一 稲村成浩 金子真也                | 中部地区・愛知チーム（1分18秒227） 島野浩司 渡会宏和 富永益生            | 九州地区・大分チーム（1分20秒092） 渡辺隆 小野俊之 山本崇志                  |
| 45 | 1998 | 千葉競輪場         | 関東地区・茨城チーム（1分36秒160） 落合豊 大井崇 十文字貴信                  | 北日本地区・青森＆岩手チーム（1分37秒268） 松井一良 佐々木一昭 小泉俊也  | 中部地区・三重チーム（1分38秒967） 海田和裕 松岡彰洋 岩見潤                  |
| 46 | 1999 | 広島競輪場         | 関東地区・茨城チーム（1分16秒547） 落合豊 大井崇 十文字貴信                  | 北日本地区・福島チーム（1分16秒937） 岡部芳幸 金古将人 伏見俊昭          | 中部地区・三重チーム（1分17秒519） 海田和裕 松岡彰洋 岩見潤                  |
| 47 | 2000 | 弥彦競輪場         | 関東地区・群馬チーム（1分16秒522） 稲村成浩 尾崎和人 小林大介                | 近畿地区・兵庫チーム（1分18秒148） 丸山繁一 澤田義和 中村美千隆          | 四国地区・愛媛チーム（1分18秒500） 河部勝史 大森績 曽我部匡史                |
| 48 | 2001 | 一宮競輪場         | 関東地区・栃木チーム（1分15秒689） 神山雄一郎 幸田光博 坂本英一              | 九州地区・佐賀チーム（1分16秒681） 荒井崇博 原司 簑原靖博                | 北日本地区・青森＆山形チーム（1分18秒861） 松井一良 坂本勉 齋藤登志信        |
| 49 | 2002 | 京王閣競輪場       | 関東地区・栃木チーム（1分16秒507） 坂本英一 神山雄一郎 幸田光博              | 中部地区・愛知チーム（1分17秒042） 島野浩司 渡会宏和 富永益生            | 北日本地区・福島チーム（1分16秒953） 伏見俊昭 金古将人 岡部芳幸              |
| 50 | 2003 | 青森競輪場         | 関東地区・群馬チーム（1分16秒308） 稲村成浩 小林大介 兵藤一也                | 四国地区・愛媛チーム（1分18秒868） 渡部哲男 宇根秀俊 曽我部匡史          | 中国地区・山口チーム（1分17秒303） 内村泰三 白井圭一郎 隅直幸                |
| 51 | 2004 | 四日市競輪場       | 関東地区・群馬チーム（1分15秒458） 稲村成浩 小林大介 兵藤一也                | 中部地区・岐阜チーム（1分16秒429） 志智俊夫 加藤慎平 永井清史            | 南関東地区・静岡チーム（1分17秒879） 渡邉晴智 丸山啓一 新田康仁              |
| 52 | 2005 | 松戸競輪場         | 四国地区・愛媛チーム（1分02秒129） 岡本大嗣 濱田浩司 渡部哲男                | 北日本地区・福島チーム（1分02秒400） 伏見俊昭 佐藤慎太郎 佐々木雄一      | 関東地区・茨城チーム（1分02秒706） 武田豊樹 山田英樹 長塚智広                |
| 53 | 2006 | 松山競輪場         | 四国地区・愛媛チーム（1分14秒923） 岡本大嗣 濱田浩司 渡部哲男                | 南関東地区・千葉チーム（1分17秒343） 中村浩士 伊勢崎彰大 武井大介        | 関東地区・栃木チーム（1分16秒347） 坂本英一 神山雄一郎 中嶋淳弘              |
| 54 | 2007 | いわき平競輪場     | 北日本地区・福島チーム（1分14秒763） 伏見俊昭 佐藤慎太郎 佐々木雄一          | 四国地区・愛媛チーム（1分15秒256） 濱田浩司 渡部哲男 岡本大嗣            | 関東地区・栃木チーム（1分16秒025） 坂本英一 神山雄一郎 松岡慶彦              |
| 55 | 2008 | 奈良競輪場         | 四国地区・愛媛チーム（1分01秒845） 濱田浩司 渡部哲男 岡本大嗣                | 関東地区・群馬チーム（1分02秒871） 小林大介 矢口啓一郎 木暮安由          | 中部地区・三重チーム（1分02秒874） 浅井康太 柴﨑淳 柴﨑俊光                  |
| 56 | 2009 | 花月園競輪場       | 中部地区・三重チーム（1分14秒886） 柴﨑淳 浅井康太 柴﨑俊光                  | 南関東地区・静岡チーム（1分16秒436） 渡邉晴智 新田康仁 萩原孝之          | 四国地区・愛媛チーム（1分16秒839） 濱田浩司 岡本大嗣 橋本強                  |
| 57 | 2010 | 函館競輪場         | 中部地区・富山チーム（1分17秒178） 宮越孝治 笹倉慎也 重倉高史                | 関東地区・群馬チーム（1分18秒011） 稲村成浩 矢口啓一郎 木暮安由          | 北日本地区・福島チーム（1分19秒213） 鈴木謙太郎 飯野祐太 小野大介            |
| 58 | 2011 | 防府競輪場         | 北日本地区・福島チーム（1分02秒26） 鈴木謙太郎 伏見俊昭 佐藤慎太郎           | 関東地区・群馬チーム（1分02秒65） 稲村成浩 矢口啓一郎 木暮安由           | 四国地区・香川チーム（1分02秒98） 大西祐 池田憲昭 福島武士                   |
| 59 | 2012 | グリーンドーム前橋 | 中部地区・岐阜チーム（1分02秒230） 松岡篤哉 竹内雄作 森川大輔                | 九州地区・福岡チーム（1分02秒545） 小川勇介 北津留翼 柳詰正宏            | 中国地区・広島チーム（1分02秒940） 前反祐一郎 大川龍二 大瀬戸潤一郎          |
| 60 | 2013 | 岸和田競輪場       | 中部地区・岐阜チーム（1分14秒329） 松岡篤哉 竹内雄作 森川大輔                | 北日本地区・福島チーム（1分14秒479） 伏見俊昭 佐藤慎太郎 渡邉一成        | 南関東地区・神奈川チーム（1分15秒304） 郡司浩平 和田真久留 巴直也            |
| 61 | 2014 | 取手競輪場         | 四国地区・香川チーム（1分15秒675） 池田憲昭 戸田康平 橋本強                  | 中部地区・岐阜チーム（1分15秒878） 松岡篤哉 竹内雄作 森川大輔            | 関東地区・群馬チーム（1分16秒035） 木暮安由 矢口啓一郎 小林大介              |
| 62 | 2015 | 別府競輪場         | 中部地区・三重チーム（1分16秒494） 柴﨑淳 伊藤裕貴 谷口遼平                  | 南関東地区・神奈川チーム（1分16秒690） 郡司浩平 和田真久留 巴直也        | 関東地区・栃木チーム（1分16秒758） 小田倉勇二 神山拓弥 長島大介              |
| 63 | 2016 | 伊東温泉競輪場     | 中部地区・三重チーム（1分2秒516） 浅井康太 柴﨑淳 伊藤裕貴                   | 南関東地区・神奈川チーム（1分2秒712） 郡司浩平 和田真久留 巴直也         | 関東地区・栃木チーム（1分2秒990） 小田倉勇二 長島大介 金子幸央               |
| 64 | 2017 | 和歌山競輪場       | 関東地区・栃木チーム（1分14秒150） 小田倉勇二 長島大介 金子幸央              | 北日本地区・宮城チーム（1分14秒605） 早坂秀悟 菅田壱道 阿部力也          | 中国地区・岡山チーム（1分15秒276） 戸田洋平 黒田淳 取鳥雄吾                  |
| 65 | 2018 | 青森競輪場         | 中部地区・三重チーム（1分14秒914） 浅井康太 柴﨑淳 伊藤裕貴                  | 北日本地区・青森チーム（1分15秒249） 坂本貴史 新山響平 佐藤博紀          | 南関東地区・神奈川チーム（1分15秒684） 郡司浩平 和田真久留 巴直也            |
| 66 | 2019 | 松山競輪場         | 北日本地区・青森チーム（1分13秒859） 坂本貴史 新山響平 佐藤博紀              | 中部地区・三重チーム（1分13秒950） 浅井康太 柴﨑淳 伊藤裕貴              | 四国地区・徳島チーム（1分14秒144） 久米康平 太田竜馬 島川将貴                |

### 4km個人パーシュート
1～39回は距離5kmで実施（呼称は5km個人追抜）。
40～58回までの呼称は4km個人追抜
| 回 | 年度 | 開催地             | 優勝（タイム）                    | 2位（タイム）            | 3位（タイム）            |
| 1  | 1952 | 後楽園競輪場       | 高倉登（7分03秒1）                |                          |                          |
| 2  | 1954 | 宮城自転車競技場   | 高倉登（7分08秒6）                |                          |                          |
| 3  | 1956 | 静岡競輪場         | 中野泰満（6分41秒7）              |                          |                          |
| 4  | 1957 | 岸和田競輪場       | 中野泰満（6分53秒6）              |                          |                          |
| 5  | 1958 | 小倉競輪場         | 中野泰満（6分56秒9） 【3連覇】    |                          |                          |
| 6  | 1959 | 名古屋競輪場       | 田中繁（6分50秒2）                |                          |                          |
| 7  | 1960 | 広島競輪場         | 中野泰満（6分43秒4）              |                          |                          |
| 8  | 1961 | 後楽園競輪場       | 中野泰満（6分52秒1）              |                          |                          |
| 9  | 1962 | 後楽園競輪場       | 牛島博史（6分49秒8）              |                          |                          |
| 10 | 1963 | 名古屋競輪場       | 牛島博史（6分52秒9）              |                          |                          |
| 11 | 1964 | 大津びわこ競輪場   | 牛島博史（6分52秒9） 【3連覇】    |                          |                          |
| 12 | 1965 | 一宮競輪場         | 町田克巳（6分49秒7）              |                          |                          |
| 13 | 1966 | 向日町競輪場       | 千浜文男 追抜勝                   |                          |                          |
| 14 | 1967 | 静岡競輪場         | 青木重利（6分48秒21）             |                          |                          |
| 15 | 1968 | 宮城自転車競技場   | 山藤浩三（6分58秒4）              |                          |                          |
| 16 | 1969 | 日本CSC            | 高原永伍（6分33秒29）             |                          |                          |
| 17 | 1970 | 函館競輪場         | 高原永伍（6分48秒88）             |                          |                          |
| 18 | 1971 | 高松競輪場         | 高原永伍（6分39秒51）             |                          |                          |
| 19 | 1972 | 玉野競輪場         | 高原永伍（6分52秒99） 【4連覇】   |                          |                          |
| 20 | 1973 | 佐世保競輪場       | 加藤善行（6分31秒88）             |                          |                          |
| 21 | 1974 | 取手競輪場         | 加藤善行（7分01秒00）             |                          |                          |
| 22 | 1975 | 福井競輪場         | 川田不二男（6分36秒31）           |                          |                          |
| 23 | 1976 | 熊本競輪場         | 川田不二男（6分33秒42）           |                          |                          |
| 24 | 1977 | 高知競輪場         | 加藤善行（6分45秒10）             |                          |                          |
| 25 | 1978 | 前橋競輪場         | 服部雅春（6分46秒39）             |                          |                          |
| 26 | 1979 | 西宮競輪場         | 服部雅春（6分28秒62）             |                          |                          |
| 27 | 1980 | 宇都宮競輪場       | 町島洋一（6分23秒06）             |                          |                          |
| 28 | 1981 | 岸和田競輪場       | 町島洋一 9周目追抜勝              |                          |                          |
| 29 | 1982 | いわき平競輪場     | 町島洋一 6周目追抜勝 【3連覇】    |                          |                          |
| 30 | 1983 | 函館競輪場         | 岡堀勉（6分37秒80）               |                          |                          |
| 31 | 1984 | 向日町競輪場       | 田中祥之（6分27秒29）             |                          |                          |
| 32 | 1985 | 松山競輪場         | 田中祥之（6分21秒78）             |                          |                          |
| 33 | 1986 | 富山競輪場         | 田中祥之 3周目追抜勝 【3連覇】    |                          |                          |
| 34 | 1987 | 熊本競輪場         | 藤村照彦（6分21秒21）             |                          |                          |
| 35 | 1988 | 弥彦競輪場         | 堀端義治（6分15秒08）             |                          |                          |
| 36 | 1989 | 東京ドーム         | 飯島規之（6分11秒75）             |                          |                          |
| 37 | 1990 | 前橋競輪場         | 飯島規之（6分20秒88）             |                          |                          |
| 38 | 1991 | グリーンドーム前橋 | 飯島規之 9周目追抜勝              |                          |                          |
| 39 | 1992 | グリーンドーム前橋 | 飯島規之（5分59秒69）             |                          |                          |
| 40 | 1993 | グリーンドーム前橋 | 飯島規之（4分47秒91）             |                          |                          |
| 41 | 1994 | 熊本競輪場         | 飯島規之（4分48秒43）             |                          |                          |
| 42 | 1995 | 名古屋競輪場       | 飯島規之（4分44秒35） 【7連覇】   | 野井正紀                 | 大沼孝行                 |
| 43 | 1996 | いわき平競輪場     | 野井正紀（4分46秒051）            | 飯島規之（4分47秒280）   | 木本賢二（5分00秒205）   |
| 44 | 1997 | 弥彦競輪場         | 飯島規之（4分43秒821）            | 野井正紀（4分50秒381）   | 鳥生知八（4分53秒248）   |
| 45 | 1998 | 千葉競輪場         | 飯島規之（4分40秒505）            | 児玉利文（4分53秒901）   | 鳥生知八（4分57秒062）   |
| 46 | 1999 | 広島競輪場         | 飯島規之（4分48秒608）9周目追抜勝 | 高橋仁                   | 児玉利文（4分59秒510）   |
| 47 | 2000 | 弥彦競輪場         | 飯島規之（4分48秒770）            | 青柳浩（5分00秒590）     | 児玉利文（5分01秒900）   |
| 48 | 2001 | 一宮競輪場         | 飯島規之（4分55秒240） 【5連覇】  | 鳥生知八（5分04秒485）   | 諸橋愛（5分00秒524）     |
| 49 | 2002 | 京王閣競輪場       | 佐々木孝司（4分52秒721）          | 飯島規之（4分54秒100）   | 諸橋愛（5分01秒790）     |
| 50 | 2003 | 青森競輪場         | 内田慶（4分37秒627）              | 飯島規之（4分47秒287）   | 佐々木孝司（4分56秒672） |
| 51 | 2004 | 四日市競輪場       | 内田慶（4分43秒043）              | 佐々木孝司（4分51秒670） | 原田和明（4分53秒814）   |
| 52 | 2005 | 松戸競輪場         | 内田慶（4分50秒202）              | 飯島規之（5分08秒088）   | 原田和明（5分08秒279）   |
| 53 | 2006 | 松山競輪場         | 内田慶（4分42秒044）              | 飯島規之（4分48秒249）   | 鳥生知八（4分53秒164）   |
| 54 | 2007 | いわき平競輪場     | 内田慶（4分33秒976）大会新記録    | 倉野隆太郎（4分40秒200） | 佐藤悦夫（4分48秒878）   |
| 55 | 2008 | 奈良競輪場         | 内田慶（4分46秒661） 【6連覇】    | 飯島規之（4分49秒942）   | 鳥生知八（4分52秒754）   |
| 56 | 2009 | 花月園競輪場       | 飯島規之（4分46秒527）            | 脇本雄太（4分54秒686）   | 伊藤太一（4分56秒514）   |
| 57 | 2010 | 函館競輪場         | 山下一輝（5分01秒303）            | 飯島規之（5分02秒272）   | 山田久徳（5分02秒945）   |
| 58 | 2011 | 防府競輪場         | 山下一輝（4分51秒377）            | 網谷竜次（4分52秒718）   | 倉野隆太郎（4分52秒790） |
| 59 | 2012 | グリーンドーム前橋 | 網谷竜次（4分44秒406）            | 山下一輝（4分50秒709）   | 大屋健司（4分51秒585）   |
| 60 | 2013 | 岸和田競輪場       | 岡嶋登（4分43秒641）              | 網谷竜次（4分51秒746）   | 大屋健司（4分54秒637）   |
| 61 | 2014 | 取手競輪場         | 岡嶋登（4分52秒325）              | 北津留翼（4分54秒644）   | 大屋健司（4分55秒437）   |
| 62 | 2015 | 別府競輪場         | 岡嶋登（4分44秒499）【3連覇】     | 北津留翼（4分46秒700）   | 佐藤朋也（4分53秒455）   |
| 63 | 2016 | 伊東温泉競輪場     | 北津留翼（4分44秒936）            | 岡嶋登（4分46秒529）     | 渡邉正光（4分49秒839）   |
| 64 | 2017 | 和歌山競輪場       | 渡邉正光（4分42秒290）            | 成松春樹（4分44秒002）   | 須賀和彦（4分46秒254）   |
| 65 | 2018 | 青森競輪場         | 渡邉正光（4分47秒452）【2連覇】   | 須賀和彦（4分50秒867）   | 成松春樹（4分53秒730）   |
| 66 | 2019 | 松山競輪場         | 橋本英也（4分30秒694）            | 渡邉正光（4分36秒476）   | 小林泰正（4分44秒655）   |

### 4kmチームパーシュート （12回～）
58回までの呼称は4km団体追抜
| 回 | 年度 | 開催地             | 優勝（タイム）                                                                       | 2位（タイム）                                                                      | 3位（タイム）                                                                      |
| 12 | 1965 | 一宮競輪場         |                                                                                      |                                                                                    |                                                                                    |
| 13 | 1966 | 京都向日町競輪場   |                                                                                      |                                                                                    |                                                                                    |
| 14 | 1967 | 静岡競輪場         |                                                                                      |                                                                                    |                                                                                    |
| 15 | 1968 | 宮城自転車競技場   |                                                                                      |                                                                                    |                                                                                    |
| 16 | 1969 | 日本CSC            | 北日本地区・チーム                                                                   |                                                                                    |                                                                                    |
| 17 | 1970 | 函館競輪場         | 北日本地区・チーム                                                                   |                                                                                    |                                                                                    |
| 18 | 1971 | 高松競輪場         | 北日本地区・チーム                                                                   |                                                                                    |                                                                                    |
| 19 | 1972 | 玉野競輪場         | 北日本地区・チーム                                                                   |                                                                                    |                                                                                    |
| 20 | 1973 | 佐世保競輪場       | 北日本地区・チーム                                                                   |                                                                                    |                                                                                    |
| 21 | 1974 | 取手競輪場         | 北日本地区・チーム                                                                   |                                                                                    |                                                                                    |
| 22 | 1975 | 福井競輪場         | 北日本地区・チーム                                                                   |                                                                                    |                                                                                    |
| 23 | 1976 | 熊本競輪場         | 北日本地区・チーム                                                                   |                                                                                    |                                                                                    |
| 24 | 1977 | 高知競輪場         | 近畿地区・チーム                                                                     |                                                                                    |                                                                                    |
| 25 | 1978 | 前橋競輪場         | 近畿地区・チーム                                                                     |                                                                                    |                                                                                    |
| 26 | 1979 | 西宮競輪場         | 近畿地区・チーム                                                                     |                                                                                    |                                                                                    |
| 27 | 1980 | 宇都宮競輪場       | 近畿地区・チーム                                                                     |                                                                                    |                                                                                    |
| 28 | 1981 | 岸和田競輪場       | 北日本地区・チーム                                                                   |                                                                                    |                                                                                    |
| 29 | 1982 | いわき平競輪場     | 北日本地区・チーム                                                                   |                                                                                    |                                                                                    |
| 30 | 1983 | 函館競輪場         | 北日本地区・チーム                                                                   |                                                                                    |                                                                                    |
| 31 | 1984 | 京都向日町競輪場   | 近畿地区・チーム                                                                     |                                                                                    |                                                                                    |
| 32 | 1985 | 松山競輪場         | 北日本地区・チーム                                                                   |                                                                                    |                                                                                    |
| 33 | 1986 | 富山競輪場         | 北日本地区・チーム                                                                   |                                                                                    |                                                                                    |
| 34 | 1987 | 熊本競輪場         | 北日本地区・チーム                                                                   |                                                                                    |                                                                                    |
| 35 | 1988 | 弥彦競輪場         | 近畿地区・チーム                                                                     |                                                                                    |                                                                                    |
| 36 | 1989 | 東京ドーム         | 近畿地区・チーム                                                                     |                                                                                    |                                                                                    |
| 37 | 1990 | 前橋競輪場         | 北日本地区・チーム                                                                   |                                                                                    |                                                                                    |
| 38 | 1991 | グリーンドーム前橋 | 北日本地区・チーム                                                                   |                                                                                    |                                                                                    |
| 39 | 1992 | グリーンドーム前橋 | 北日本地区・チーム（4分31秒27）                                                      |                                                                                    |                                                                                    |
| 40 | 1993 | グリーンドーム前橋 | 北日本地区・チーム                                                                   |                                                                                    |                                                                                    |
| 41 | 1994 | 熊本競輪場         | 近畿地区・チーム（4分36秒96）                                                        |                                                                                    |                                                                                    |
| 42 | 1995 | 名古屋競輪場       | 近畿地区・福井チーム（4分35秒41） 鷲田善一 桑野治行 上松弘直 梯広幸                  | 中部地区・石川チーム 堀端義治 有賀高士 坂上忠克 辻力                               | 南関東地区・静岡チーム 笹野井丈晴 海野敦男 栗原厚司 丸山啓一                       |
| 43 | 1996 | いわき平競輪場     | 近畿地区・福井チーム（4分39秒537） 鷲田善一 桑野治行 上松弘直 梯広幸                 | 関東地区・埼玉チーム（4分52秒847） 太田耕二 高橋義彦 神田宏行 奥泉修司             | 中部地区・石川チーム（4分44秒398） 道上明 坂上忠克 辻力 波能淳                     |
| 44 | 1997 | 弥彦競輪場         | 関東地区・埼玉チーム（4分41秒045） 太田耕二 神田宏行 松石匡 芝田和之                 | 近畿地区・大阪＆京都チーム（4分45秒160） 今津英一 窓場加乃敏 原田隆 藤野一良       | 北日本地区・岩手＆福島チーム（4分44秒423） 佐々木一昭 佐藤裕之 十文字菊雄 鈴木規純 |
| 45 | 1998 | 千葉競輪場         | 近畿地区・福井チーム（4分33秒282） 桑野治行 重永修平 田中俊充 渡辺航平               | 関東地区・新潟チーム（4分37秒999） 笹川竜治 池端将巳 諸橋愛 村上順規               | 南関東地区・神奈川チーム（4分36秒003） 梶山一人 佐々木龍也 遠澤健二 川越義朗       |
| 46 | 1999 | 広島競輪場         | 学連・日本大学チーム（4分33秒046） 青森伸也 坂本信也 星保寿 佐藤修                   | 実業団・チェブロチーム（4分37秒323） 班目真紀夫 高橋栄光 及川進 今井宏幸           | 南関東地区・神奈川チーム（4分35秒330） 梶山一人 佐々木龍也 遠澤健二 川越義朗       |
| 47 | 2000 | 弥彦競輪場         | 近畿地区・京都チーム（4分35秒762） 窓場加乃敏 久米康徳 村上義弘 岩﨑稔               | 南関東地区・神奈川チーム（4分41秒396） 高木隆弘 遠澤健二 川越義朗 梶山一人         | 北日本地区・山形＆宮城＆福島チーム（4分42秒933） 青柳浩 中島修 小松剛之 佐々木雄一 |
| 48 | 2001 | 一宮競輪場         | 南関東地区・神奈川チーム（4分32秒379） 遠澤健二 川越義朗 梶山一人 畠山裕行           | 近畿地区・京都チーム（4分35秒780） 窓場加乃敏 久米康徳 岩﨑稔 山岸正教             | 中部地区・岐阜チーム（4分39秒634） 濱口高彰 加藤渉 山口富生 志智俊夫               |
| 49 | 2002 | 京王閣競輪場       | 中部地区・石川チーム（4分36秒497） 坂上忠克 北野武史 坂上樹大 北野大暁               | 関東地区・新潟チーム（4分36秒646） 笹川竜治 中山善仁 田村武士 阿部康雄             | 南関東地区・神奈川チーム（4分39秒975） 遠澤健二 川越義朗 梶山一人 畠山裕行         |
| 50 | 2003 | 青森競輪場         | 近畿地区・福井＆京都チーム（4分39秒636） 桑野治行 久米康徳 岩﨑稔 山岸正教           | 南関東地区・神奈川チーム（4分42秒643） 遠澤健二 梶山一人 川越義朗 畠山裕行         | 中部地区・石川チーム（4分41秒132） 坂上忠克 北野武史 坂上樹大 北野大暁             |
| 51 | 2004 | 四日市競輪場       | 関東地区・埼玉チーム（4分39秒22） 吉田勇人 小沼良 白岩大助 太田耕二                  | 北日本地区・福島チーム（4分39秒71） 松崎伊佐央 佐藤悦夫 青森伸也 山崎芳仁          | 四国地区・香川チーム（4分43秒24） 馬場圭一 宮本佳樹 近藤誠二 眞鍋伸也              |
| 52 | 2005 | 松戸競輪場         | 近畿地区・京都チーム（4分32秒016） 窓場加乃敏 久米康徳 岩﨑稔 山岸正教               | 南関東地区・神奈川チーム（4分32秒865） 遠澤健二 梶山一人 川越義朗 畠山裕行         | 九州地区・大分チーム（4分34秒333） 大塚健一郎 菅原晃 加藤大輔 安東宏高             |
| 53 | 2006 | 松山競輪場         | 近畿地区・京都チーム（4分29秒322） 窓場加乃敏 久米康徳 岩﨑稔 山岸正教               | 関東地区・群馬チーム（4分37秒107） 澁谷明 田中将彦 北村貴幸 手島志誠               | 中部地区・石川チーム（4分42秒046） 坂上忠克 坂上樹大 岩本和也 辻力                 |
| 54 | 2007 | いわき平競輪場     | 九州地区・福岡チーム（4分29秒313） 柊元則彦 梶山裕次郎 白水洵 田中孝法               | 近畿地区・京都チーム（4分32秒676） 窓場加乃敏 久米康徳 岩崎稔 山岸正教             | 南関東地区・静岡チーム（4分36秒364） 松江健一 村本大輔 海野敦男 山崎敦男           |
| 55 | 2008 | 奈良競輪場         | 関東地区・群馬チーム（4分32秒821） 田中将彦 手島志誠 石川雅望 篠原忍                 | 九州地区・大分チーム（4分34秒566） 大塚健一郎 加藤大輔 安東宏高 小岩大介           | 中部地区・石川チーム（4分37秒851） 坂上樹大 坂上忠克 岩本和也 藤川浩平             |
| 56 | 2009 | 花月園競輪場       | 九州地区・大分チーム（4分33秒910） 鈴木栄吉 小岩大介 加藤大輔 安東宏高               | 中部地区・石川チーム（4分38秒420） 坂上忠克 岩本和也 坂上樹大 辻力                 | 中国地区・岡山チーム（4分39秒130） 片山智晴 近藤修康 新村真 丹波靖貴               |
| 57 | 2010 | 函館競輪場         | 中部地区・石川チーム（4分35秒607） 坂上忠克 岩本和也 坂上樹大 辻力                   | 近畿地区・福井チーム（4分39秒885） 渡辺航平 渡辺十夢 脇本雄太 宮腰圭祐             | 中国地区・岡山チーム（4分40秒424） 片山智晴 近藤修康 新村真 丹波靖貴               |
| 58 | 2011 | 防府競輪場         | 九州地区・大分チーム（4分29秒67） 安東宏高 小岩大介 加藤大輔 利根正明                | 近畿地区・福井チーム（4分30秒30） 脇本雄太 渡辺航平 渡辺十夢 鷲田佳史              | 関東地区・群馬チーム（4分32秒11） 田村真広 手島志誠 石川雅望 齋藤昌弘              |
| 59 | 2012 | グリーンドーム前橋 | 近畿地区・福井チーム（4分24秒992） 渡辺航平 渡辺十夢 脇本雄太 鷲田佳史               | 九州地区・大分チーム（4分27秒673） 安東宏高 小岩大介 加藤大輔 鈴木栄吉             | 中部地区・岐阜チーム（4分28秒711） 山口泰生 児玉利文 吉田茂生 川西貴之             |
| 60 | 2013 | 岸和田競輪場       | 中部地区・岐阜チーム（4分26秒149） 山口泰生 児玉利文 吉田茂生 川西貴之               | 近畿地区・兵庫＆福井チーム（4分31秒316） 村田雅一 角令央奈 井上将志 渡辺十夢       | 関東地区・群馬チーム（4分31秒876） 田村真広 手島志誠 手島達矢 石川雅望             |
| 61 | 2014 | 取手競輪場         | 近畿地区・兵庫＆福井チーム（4分24秒333） 伊原克彦 角令央奈 脇本雄太 渡辺航平         | 中部地区・岐阜チーム（4分27秒874） 山口泰生 児玉利文 吉田茂生 川西貴之             | 九州地区・大分チーム（4分33秒453） 安東宏高 小岩大介 鈴木栄吉 加藤大輔             |
| 62 | 2015 | 別府競輪場         | 中部地区・岐阜チーム（4分29秒712） 山口泰生 児玉利文 吉田茂生 川西貴之               | 北日本地区・青森＆秋田チーム（4分31秒308） 坂本貴史 坂本周作 新山将史 守澤太志     | 九州地区・大分チーム（4分33秒589） 安東宏高 小岩大介 鈴木栄吉 利根正明             |
| 63 | 2016 | 伊東温泉競輪場     | 北日本地区・青森＆秋田＆宮城チーム（4分25秒932） 坂本貴史 菅田壱道 新山将史 守澤太志 | 四国地区・愛媛＆高知＆徳島チーム（4分29秒808） 鳥生知八 渡部哲男 篠原龍馬 藤岡隆治 | 九州地区・大分チーム（4分29秒824） 安東宏高 小岩大介 鈴木栄吉 加藤大輔             |
| 64 | 2017 | 和歌山競輪場       | 南関東地区・神奈川チーム（4分23秒204） 小原太樹 嶋津拓弥 堀内俊介 佐々木龍           | 北日本地区・青森＆秋田チーム（4分25秒471） 坂本貴史 坂本周作 新山響平 守澤太志     | 関東地区・茨城チーム（4分27秒535） 河野通孝 杉森輝大 山岸佳太 吉田拓矢             |
| 65 | 2018 | 青森競輪場         | 南関東地区・神奈川チーム（4分24秒863） 小原太樹 嶋津拓弥 堀内俊介 佐々木龍           | 中部地区・三重チーム（4分30秒133） 谷口明正 神田龍 廣田敦士 皿屋豊                 | 九州地区・大分チーム（4分33秒272） 安東宏高 小岩大介 利根正明 池部壮太             |
| 66 | 2019 | 松山競輪場         | 南関東地区・神奈川チーム（4分21秒404） 小原太樹 嶋津拓弥 堀内俊介 佐々木龍           | 関東地区・茨城チーム（4分26秒764） 河野通孝 牛山貴広 杉森輝大 吉田拓矢             | 中部地区・岐阜チーム（4分27秒127） 橋本英也 川口聖二 川西貴之 長尾拳太             |

### エリミネイション （58回～）
42回大会はオープン競技として実施
62回大会は雨天中止の為、前年度優勝者を1 位、他は抽選で決定
| 回 | 年度 | 開催地             | 優勝       | 2位        | 3位        |
| 42 | 1995 | 名古屋競輪場       | 神山雄一郎 | 内林久徳   | 大久保義郎 |
| 58 | 2011 | 防府競輪場         | 中曽直彦   | 安東英博   | 松浦悠士   |
| 59 | 2012 | グリーンドーム前橋 | 小林潤二   | 三谷政史   | 三谷将太   |
| 60 | 2013 | 岸和田競輪場       | 舛井幹雄   | 椎木尾拓哉 | 三谷将太   |
| 61 | 2014 | 取手競輪場         | 竹山陵太   | 椎木尾拓哉 | 萩原操     |
| 62 | 2015 | 別府競輪場         | 竹山陵太   | 三谷将太   | 星島太     |
| 63 | 2016 | 伊東温泉競輪場     | 小林潤二   | 松尾信太郎 | 西村光太   |
| 64 | 2017 | 和歌山競輪場       | 小林潤二   | 根本哲吏   | 西村光太   |
| 65 | 2018 | 青森競輪場         | 西村光太   | 小沼良     | 須永優太   |
| 66 | 2019 | 松山競輪場         | 舛井幹雄   | 椎木尾拓哉 | 小林潤二   |

### ポイントレース （28回～57回）
51回大会は雨天中止の為、前年度優勝者を1 位、他は抽選で決定
| 回 | 年度 | 開催地             | 優勝（スコア）     | 2位        | 3位        |
| 28 | 1981 | 岸和田競輪場       | 片岡克巳           |            |            |
| 29 | 1982 | いわき平競輪場     | 宮本万裕（34点）   |            |            |
| 30 | 1983 | 函館競輪場         | 田村剛男（35点）   |            |            |
| 31 | 1984 | 向日町競輪場       | 伊木隆司（23点）   |            |            |
| 32 | 1985 | 松山競輪場         | 榎田浩二（57点）   |            |            |
| 33 | 1986 | 富山競輪場         | 鈴木誠（36点）     |            |            |
| 34 | 1987 | 熊本競輪場         | 佐藤仁（50点）     |            |            |
| 35 | 1988 | 弥彦競輪場         | 榎田浩二（63点）   |            |            |
| 36 | 1989 | 東京ドーム         | 窓場加乃敏（48点） |            |            |
| 37 | 1990 | 前橋競輪場         | 平田崇昭（45点）   |            |            |
| 38 | 1991 | グリーンドーム前橋 | 安原昌弘（33点）   |            |            |
| 39 | 1992 | グリーンドーム前橋 | 斎藤勝（18点）     |            |            |
| 40 | 1993 | グリーンドーム前橋 | 安原昌弘（33点）   |            |            |
| 41 | 1994 | 熊本競輪場         | 斎藤勝（24点）     |            |            |
| 42 | 1995 | 名古屋競輪場       | 窓場加乃敏（16点） | 斎藤勝     | 神田聖治   |
| 43 | 1996 | いわき平競輪場     | 礒野永悟（19点）   | 境博文     | 鰐渕正利   |
| 44 | 1997 | 弥彦競輪場         | 鰐渕正利（22点）   | 安原昌弘   | 窓場加乃敏 |
| 45 | 1998 | 千葉競輪場         | 吉井功治（31点）   | 安原昌弘   | 狩野智也   |
| 46 | 1999 | 広島競輪場         | 吉井功治（38点）   | 鈴木涼平   | 高橋栄光   |
| 47 | 2000 | 弥彦競輪場         | 狩野智也（13点）   | 飯島規之   | 飯島誠     |
| 48 | 2001 | 一宮競輪場         | 内藤宣彦（20点）   | 斎藤勝     | 大塚英伸   |
| 49 | 2002 | 京王閣競輪場       | 大塚英伸（42点）   | 窓場加乃敏 | 鰐渕正利   |
| 50 | 2003 | 青森競輪場         | 山中猛（15点）     | 大塚英伸   | 舛井幹雄   |
| 51 | 2004 | 四日市競輪場       | 山中猛             | 佐藤友和   | 都築章二   |
| 52 | 2005 | 松戸競輪場         | 小松剛之（14点）   | 岩津裕介   | 山中猛     |
| 53 | 2006 | 松山競輪場         | 四宮哲郎（37点）   | 小松剛之   | 佐藤友和   |
| 54 | 2007 | いわき平競輪場     | 岡村潤（22点）     | 佐藤朋也   | 田村武士   |
| 55 | 2008 | 奈良競輪場         | 四宮哲郎（25点）   | 舛井幹雄   | 岡村潤     |
| 56 | 2009 | 花月園競輪場       | 倉野隆太郎（26点） | 岡村潤     | 村田雅一   |
| 57 | 2010 | 函館競輪場         | 小林潤二（48点）   | 竹山陵太   | 野田源一   |

## BMX （55回～61回）
| 回 | 年度 | 開催地             | 優勝               | 2位      | 3位      |
| 55 | 2008 | 国営ひたち海浜公園 | 稲川翔             | 関靖夫   | 児玉利文 |
| 56 | 2009 | 日本CSC            | 稲川翔             | 滝川秀嗣 | 木本賢二 |
| 57 | 2010 | 日本CSC            | 西岡拓朗           | 黒田淳   | 滝川秀嗣 |
| 58 | 2011 | 日本CSC            | 古性優作           | 黒田淳   | 西岡拓朗 |
| 59 | 2012 | 日本CSC            | 古性優作           | 西岡拓朗 | 黒田淳   |
| 60 | 2013 | サイクルピア岸和田 | 古性優作           | 山本巨樹 | 西岡拓朗 |
| 61 | 2014 | 日本CSC            | 古性優作 【4連覇】 | 山本巨樹 | 滝川秀嗣 |

## ロードレース （10回～54回）
| 回 | 年度 | 開催地                                 | 優勝               | 2位      | 3位      |
| 10 | 1963 | 鈴鹿サーキット                         | 大島芳美           |          |          |
| 11 | 1964 | 鈴鹿サーキット                         | 瀬戸光義           |          |          |
| 12 | 1965 | 鈴鹿サーキット                         | 有賀久雄           |          |          |
| 13 | 1966 | 鈴鹿サーキット                         | 佐藤寅雄           |          |          |
| 14 | 1967 | 富士スピードウェイ                     | 高井政文           |          |          |
| 15 | 1968 | 富士スピードウェイ                     | 大宮政志           |          |          |
| 16 | 1969 | 富士スピードウェイ                     | 佐藤寅雄           |          |          |
| 17 | 1970 | 函館〜長万部（往復）                   | 阿部哲             |          |          |
| 18 | 1971 | 日本サイクルスポーツセンター           | 寺本弘志           |          |          |
| 19 | 1972 | 山口県長門                             | 佐藤寅雄           | 佐藤正   |          |
| 20 | 1973 | 佐世保〜今福（往復）                   | 加藤善行           |          |          |
| 21 | 1974 | 中止                                   |                    |          |          |
| 22 | 1975 | 和田中〜九頭竜ダム（往復）             | 山本和正           |          |          |
| 23 | 1976 | 阿蘇山周辺                             | 宮地一夫           |          |          |
| 24 | 1977 | 高知市〜室戸岬（往復）                 | 河渕悦芳           |          |          |
| 25 | 1978 | 榛名山周辺                             | 宮一透             |          |          |
| 26 | 1979 | 姫路城〜戸倉（往復）                   | 鷲田善一           |          |          |
| 27 | 1980 | 鶏頂山周回コース                       | 緑川代志昭         |          |          |
| 28 | 1981 | 鈴鹿サーキット                         | 玉手裕             |          |          |
| 29 | 1982 | 中止                                   |                    |          |          |
| 30 | 1983 | 群馬サイクルスポーツセンター           | 藤並克則           |          |          |
| 31 | 1984 | 鈴鹿サーキット                         | 田村幸男           |          |          |
| 32 | 1985 | 中止                                   |                    |          |          |
| 33 | 1986 | 群馬サイクルスポーツセンター           | 西川達夫           |          |          |
| 34 | 1987 | 群馬サイクルスポーツセンター           | 斎藤勝             |          |          |
| 35 | 1988 | 群馬サイクルスポーツセンター           | 藤谷昇             | 村上英夫 |          |
| 36 | 1989 | 群馬サイクルスポーツセンター           | 藤谷昇             |          |          |
| 37 | 1990 | 群馬サイクルスポーツセンター           | 浅田顕             |          |          |
| 38 | 1991 | 群馬サイクルスポーツセンター           | 三浦恭資           | 森幸春   |          |
| 39 | 1992 | 群馬サイクルスポーツセンター           | 三浦恭資           | 森幸春   |          |
| 40 | 1993 | 群馬サイクルスポーツセンター           | 藤野智一           | 岡本健   |          |
| 41 | 1994 | 大分阿蘇レーシングパーク               | 阿部良之           |          |          |
| 42 | 1995 | 磐越自動車道                           | 橋川健             |          |          |
| 43 | 1996 | 群馬サイクルスポーツセンター           | 住田修             | 真鍋和幸 | 菊田潤一 |
| 44 | 1997 | 群馬サイクルスポーツセンター           | 阿部良之           | 今中大介 | 三浦恭資 |
| 45 | 1998 | 群馬サイクルスポーツセンター           | 橋川健             | 藤野智一 | 三浦恭資 |
| 46 | 1999 | 広島県立中央森林公園                   | 藤野智一           | 渋谷淳一 |          |
| 47 | 2000 | 広島県立中央森林公園                   | 飯島規之           |          |          |
| 48 | 2001 | 大滝村総合運動公園特設コース（北海道） | 飯島規之           | 大塚英伸 | 石井雅史 |
| 49 | 2002 | ツインリンクもてぎ                     | 飯島規之           | 舛井幹雄 | 中井健二 |
| 50 | 2003 | 合子沢記念公園周回コース（青森市）     | 飯島規之           | 舛井幹雄 | 樺澤康輝 |
| 51 | 2004 | サンアリーナ周辺コース（伊勢市）       | 飯島規之           | 大塚英伸 | 林次郎   |
| 52 | 2005 | 日本CSC 5kmサーキットコース（伊豆市）  | 飯島規之           | 佐藤朋也 | 舛井幹雄 |
| 53 | 2006 | 日本CSC 5kmサーキットコース（伊豆市）  | 飯島規之 【7連覇】 | 樺澤康輝 | 舛井幹雄 |
| 54 | 2007 | 旧南紀白浜空港跡地（和歌山県）         | 中井健二           | 佐藤朋也 | 佐藤悦夫 |

## 今後の開催予定
- 第73回大会（2026年5月25日） - 武雄競輪場

## エピソード
- 1976年、当大会スプリント（当時はスクラッチ）で優勝した阿部良二が、『世界選のような遊びはもうこりごり』という言葉を残し、同年の世界選手権出場を辞退したことが話題となった。また、ドミフォンの世界王者経験者であるセース・スタムが当大会の同種目に出場し優勝。
- 西宮競輪場で開催された1979年の大会に、前年の世界選手権・アマスプリントの優勝者、アントン・トカシュが特別招待され、同プロスプリント優勝者である中野浩一とエキシビションマッチを行なって勝利している。
- 向日町競輪場で開催された1984年の大会に、当時アマチュアのスプリント王者であった中武克雄がオープン参加し、中野浩一とエキシビションマッチを行なって勝利している。
- 1988年および1989年の大会は、NHK総合テレビジョンで生中継された。